# Краузе, Дитер
Ди́тер Кра́узе (нем. Dieter Krause; 18 января 1936, Бранденбург-на-Хафеле — 23 августа 2020) — немецкий гребец-байдарочник, выступал за сборные ГДР и Объединённой Германии в конце 1950-х — середине 1960-х годов. Чемпион летних Олимпийских игр в Риме, чемпион мира, трёхкратный чемпион Европы, победитель многих регат национального и международного значения. Также известен как тренер и спортивный функционер.

## Биография
Дитер Краузе родился 18 января 1936 года в городе Бранденбург-на-Хафеле. Активно заниматься греблей начал с раннего детства, проходил подготовку в Лейпциге в местном спортивном клубе DHfK.
Впервые заявил о себе ещё в 1953 году, выиграв молодёжное первенство ГДР. В 1954 году повторил это достижение.
Первого серьёзного успеха на взрослом международном уровне добился в сезоне 1958 года, когда попал в основной состав восточногерманской национальной сборной по гребле и побывал на чемпионате мира в Праге, откуда привёз награду бронзового достоинства, выигранную в зачёте одиночных байдарок на дистанции 500 метров. Год спустя выступил на чемпионате Европы в западногерманском Дуйсбурге и одержал победу среди четвёрок на дистанции 1000 метров.
Благодаря череде удачных выступлений Краузе удостоился права защищать честь страны на летних Олимпийских играх 1960 года в Риме, где представлял так называемую Объединённую германскую команду, собранную из спортсменов ФРГ и ГДР. Совместно с такими гребцами как Фридхельм Венцке, Пауль Ланге и Гюнтер Перлеберг одержал победу в эстафете байдарок-одиночек 4 × 500 м и завоевал тем самым золотую олимпийскую медаль. Также в паре с Вольфгангом Ланге стартовал в километровой гонке двухместных экипажей, но в финале занял предпоследнее восьмое место. За выдающееся достижение на Олимпиаде награждён бронзовым орденом «За заслуги перед Отечеством».
Став олимпийским чемпионом, Краузе остался в основном составе гребной команды ГДР и продолжил принимать участие в крупнейших международных регатах. Так, в 1961 году он выступил на европейском первенстве в польской Познани, получил здесь бронзу в программе эстафеты одиночных байдарок 4 × 500 м и золото в четвёрках на тысяче метрах. Два года спустя отправился представлять страну на мировом первенстве в югославском Яйце (здесь также разыгрывалось европейское первенство), где трижды поднимался на пьедестал почёта: одержал победу в четвёрках на тысяче метрах, получил бронзу в эстафете и удостоился серебра в километровой дисциплине двоек, уступив в решающем заезде румынскому экипажу Василе Никоарэ и Хараламбие Иванова. Стал, таким образом, трёхкратным чемпионом Европы.
Последний раз Дитер Краузе показал сколько-нибудь значимый результат на международной арене в сезоне 1965 года, когда отправился представлять страну на европейском первенстве в Бухаресте и выиграл там две награды серебряного достоинства: в полукилометровой одиночной дисциплине и в программе эстафеты. Всего за десять лет в период 1955—1965 годов он в общей сложности 23 раза выигрывал национальное первенство ГДР в различных гребных дисциплинах.
Впоследствии перешёл на тренерскую работу. В поздние годы занимал руководящие посты в нескольких немецких спортивных федерациях, в частности в федерациях спортивной гимнастики и велоспорта. Известно, что в своё время Краузе был внештатным сотрудником Министерства государственной безопасности ГДР, под конспиративным именем Райнер Лессер он докладывал туда обо всех происходящих в сборной событиях.